# Orchestre symphonique d'Helsingborg
L’Orchestre symphonique d'Helsingborg (Helsingborgs symfoniorkester en suédois), aussi connu internationalement sous le nom de Helsingborg Symphony Orchestra, est un orchestre symphonique suédois basé à Helsingborg.

## Présentation
L'Orchestre symphonique d'Helsingborg, fondé en 1912, est un des plus anciens orchestres symphoniques suédois.  
Simple orchestre de chambre à l'origine, il est aujourd'hui composé d'une cinquantaine de musiciens placés, entre 2014 et 2020, sous la direction du chef d'orchestre Stefan Solyom (en).  
En octobre 2023, Maxime Pascal est nommé directeur musical de l'orchestre à compter d'août 2024, pour un mandat de trois ans.  

## Directeurs musicaux
Comme directeurs musicaux, se sont succédé :
- Olof Lidner (sv) (1912–)
- Hans-Peter Frank (–1988)
- Okko Kamu (1991–2001)
- Hannu Lintu (2002–2005)
- Andrew Manze (2006–2014)
- Stefan Solyom (en) (2014-2020[2])
- Maxime Pascal (à partir de 2024[2])